# Uzbekistan Airways

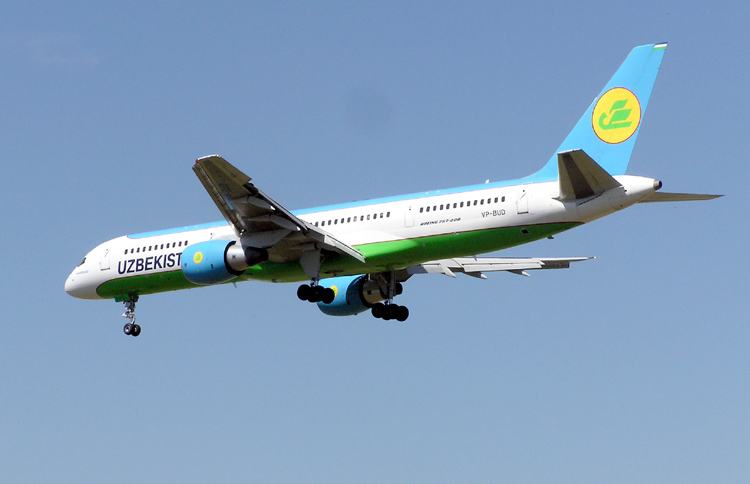
Uzbekistan Airways Boeing 757-200

Uzbekistan Airways (Uzbek: O’zbekistan Havo Yo’llari) là hãng hàng không nhà nước của Uzbekistan. Sau khi Liên Xô tan rã, tổng thống Islom Karimov đã ra lệnh thành lập hãng hàng không vào năm 1992. Hãng hiện tại có 50 điểm đến trong nước và khắp thế giới từ trung tâm của mình tại Sân bay Yuzhny tại Tashkent

## Đội tàu bay
Đến tháng 3 năm 2007 đội tàu bay của Uzbekistan Airways bao gồm::
- 6 Airbus A321 neo
- 4 Boeing 767-300ER
- 6  Boeing 787 - 8
- 2 Boeing 787-10

### Các tàu bay đã sử dụng trước đây
- Antonov An-12V
- Ilyushin Il-62
- Ilyushin Il-86
- Ilyushin Il-114
- Ilyushin Il-62M